# Mistrovství světa v letech na lyžích 1990
Mistrovství světa v skocích na lyžích se v roce 1990 konalo 22. - 25. února v norském Vikersundu na tamním mamutím můstku Vikersundbakken.

## Výsledky
| *                | Sportovec            | Skok | Body | Celkem |
| ---------------- | -------------------- | ---- | ---- | ------ |
| Zlatá medaile    | Dieter Thoma         |      |      | 357,7  |
| Stříbrná medaile | Matti Nykänen        |      |      | 350,8  |
| Bronzová medaile | Jens Weissflog       |      |      | 349,3  |
| 4                | Andi Felder          |      |      | 346,4  |
| 5                | Ole Gunnar Fidjestøl |      |      | 340    |
| 6                | Ari-Pekka Nikkola    |      |      | 339,2  |
| 7                | Werner Heim          |      |      | 337,7  |
| 8                | Thomas Klauser       |      |      | 333,9  |
| 9                | Virginio Lunardi     |      |      | 333,4  |
| 10               | Roberto Cecon        |      |      | 326    |
| 11               | Per-Inge Tällberg    |      |      | 325,9  |
| 12               | Jon-Inge Kjörum      |      |      | 325    |
| 13               | Michail Esin         |      |      | 321,6  |
| 14               | Pavel Ploc           |      |      | 321,1  |
| 15               | Miran Tepeš          |      |      | 319,9  |
| *                | /                    | /    | /    | /      |
| 26               | František Jež        |      |      | 309    |
| 32               | Ladislav Dluhoš      |      |      | 300,7  |